# Wahlkreis Gießen I
Der Wahlkreis Gießen I (Wahlkreis 18) ist einer von zwei Landtagswahlkreisen im hessischen Landkreis Gießen. Der Wahlkreis umfasst die Städte und Gemeinden Biebertal, Gießen, Heuchelheim, Lollar, Staufenberg und Wettenberg. Vor der Landtagswahl 2008 wurden die Orte Fernwald, Lollar und Staufenberg neu in den Wahlkreis aufgenommen. Die Gemeinde Fernwald wurde durch Gesetz vom 18. Dezember 2017 (GVBl. S. 478) wieder aus dem Wahlkreis herausgenommen und Wahlkreis Gießen II zugeschlagen.
Die derzeitige Abgeordnete ist Nina Heidt-Sommer, sie wuchs in Biebertal auf, legte ihr Abitur an der Gesamtschule Gießen-Ost ab. Danach studierte sie Lehramt an Grundschulen an der Justus-Liebig-Universität Gießen. Vor Mandatsübernahme war Heidt-Sommer als Lehrerin an der Grundschule Gießen-West tätig.
Der Wahlkreis ist auch der Wohnsitz des ehemaligen Ministerpräsidenten Volker Bouffier, der jedoch stets im Wahlkreis Gießen II als Direktkandidat antrat.
Geschaffen wurde der Wahlkreis Gießen I am 1. Januar 1983, davor gehörte Biebertal sowie Wettenberg zum vorherigen Wahlkreis 17, die Stadt Gießen zum damaligen Wahlkreis 19 und Heuchelheim zum alten Wahlkreis 20.

## Wahl 2023
| Gegenstand der Nachweisung | Gegenstand der Nachweisung | Erst- stimmen | Erst- stimmen | Zweit- stimmen | Zweit- stimmen |
| Bewerber                   | Partei                     | Anzahl        | %             | Anzahl         | %              |
| -------------------------- | -------------------------- | ------------- | ------------- | -------------- | -------------- |
| Wahlberechtigte            | Wahlberechtigte            | 90.521        | 90.521        | 90.521         | 90.521         |
| Wähler                     | Wähler                     | 59.951        | 59.951        | 59.951         | 66,2           |
| Ungültige Stimmen          | Ungültige Stimmen          | 986           | 1,6           | 870            | 1,5            |
| Gültige Stimmen            | Gültige Stimmen            | 58.965        | 100           | 59.081         | 100            |
| davon                      |                            |               |               |                |                |
| Frederik Bouffier          | CDU                        | 18.857        | 32            | 17.345         | 29,4           |
| Katrin Schleenbecker       | GRÜNE                      | 10.864        | 18,4          | 10.916         | 18,5           |
| Nina Heidt-Sommer          | SPD                        | 10.711        | 18,2          | 8.925          | 15,1           |
| Sandra Weegels             | AfD                        | 8.581         | 14,6          | 8.969          | 15,2           |
| Dominik Erb                | FDP                        | 2.332         | 4,0           | 2.624          | 4,4            |
| Desiree Becker             | Die Linke                  | 3.148         | 5,3           | 3.192          | 5,4            |
| Diego Semmler              | Freie Wähler               | 2.431         | 4,1           | 2.029          | 3,4            |
|                            | Tierschutzpartei           | x             | x             | 1.171          | 2,0            |
| Darwin Walter              | Die PARTEI                 | 1.663         | 2,8           | 892            | 1,5            |
|                            | Piraten                    | x             | x             | 205            | 0,3            |
|                            | ÖDP                        | x             | x             | 293            | 0,5            |
|                            | P. f. schulm. Verjf.       | x             | x             | 47             | 0,1            |
|                            | V-Partei³                  | x             | x             | 361            | 0,6            |
|                            | PdH                        | x             | x             | 194            | 0,3            |
|                            | ABG                        | x             | x             | 85             | 0,1            |
|                            | APPD                       | x             | x             | 68             | 0,1            |
|                            | Basis                      | x             | x             | 262            | 0,4            |
| Henning Mächerle           | DKP                        | 192           | 0,3           | 141            | 0,2            |
|                            | DIE NEUE MITTE             | x             | x             | 25             | 0,0            |
|                            | Volt                       | x             | x             | 1.29           | 1,9            |
|                            | Klimaliste                 | x             | x             | 208            |                |
| David Adler                | Bündnis C                  | 186           | 0,3           |                |                |

## Wahl 2018
| Gegenstand der Nachweisung | Gegenstand der Nachweisung | Wahlkreis- stimmen | Wahlkreis- stimmen | Landes- stimmen | Landes- stimmen |
| Kreiswahlbewerber/in       | Partei                     | Anzahl             | %                  | Anzahl          | %               |
| -------------------------- | -------------------------- | ------------------ | ------------------ | --------------- | --------------- |
| Wahlberechtigte            | Wahlberechtigte            | 97.045             | 100,0              | 97.045          | 100,0           |
| Wähler                     | Wähler                     | 66.200             | 68,2               | 66.200          | 68,2            |
| Ungültige Stimmen          | Ungültige Stimmen          | 1.278              | 1,9                | 1.089           | 1,6             |
| Gültige Stimmen            | Gültige Stimmen            | 64.922             | 100,0              | 65.111          | 100,0           |
| davon                      |                            |                    |                    |                 |                 |
| Klaus Peter Möller jun.    | CDU                        | 15.784             | 24,3               | 15.538          | 23,9            |
| Frank-Tilo Becher          | SPD                        | 16.855             | 26,0               | 13.419          | 20,6            |
| Katrin Schleenbecker       | GRÜNE                      | 13.234             | 20,4               | 14.438          | 22,2            |
| Francesco Arman            | DIE LINKE                  | 5.087              | 7,8                | 5.736           | 8,8             |
| Manuela Giorgis            | FDP                        | 3.338              | 5,1                | 3.948           | 6,1             |
| Arno Enners                | AfD                        | 7.091              | 10,9               | 7.251           | 11,1            |
| –                          | PIRATEN                    | x                  | x                  | 311             | 0,5             |
| Diego Semmler              | FREIE WÄHLER               | 2.457              | 3,8                | 1.858           | 2,9             |
| –                          | NPD                        | x                  | x                  | 113             | 0,2             |
| Angelo Biemer              | Die PARTEI                 | 1.080              | 1,7                | 686             | 1,1             |
| –                          | ÖDP                        | x                  | x                  | 355             | 0,5             |
| –                          | Die Grauen                 | x                  | x                  | 114             | 0,2             |
| –                          | BüSo                       | x                  | x                  | 11              | 0,0             |
| –                          | AD-Demokraten              | x                  | x                  | 68              | 0,1             |
| –                          | Bündnis C                  | x                  | x                  | 121             | 0,2             |
| –                          | BGE                        | x                  | x                  | 73              | 0,1             |
| –                          | Die Violetten              | x                  | x                  | 47              | 0,1             |
| –                          | LKR                        | x                  | x                  | 24              | 0,0             |
| –                          | Menschliche Welt           | x                  | x                  | 37              | 0,1             |
| –                          | Die Humanisten             | x                  | x                  | 123             | 0,2             |
| –                          | Gesundheitsforschung       | x                  | x                  | 84              | 0,1             |
| –                          | Tierschutzpartei           | x                  | x                  | 617             | 0,9             |
| –                          | V-Partei³                  | x                  | x                  | 139             | 0,2             |

Neben dem erstmals direkt gewählten Wahlkreisabgeordneten Frank-Tilo Becher (SPD) wurden die Direktkandidaten der CDU, Klaus Peter Möller, der Grünen, Katrin Schleenbecker, und der AfD, Arno Enners, über die jeweiligen Landeslisten ihrer Parteien in das Parlament gewählt. Nachdem Becher sein Mandat niedergelegt hatte, übernahm die Ersatzkandidatin der SPD, Nina Heidt-Sommer, am 13. Dezember 2021 das Mandat im Landtag.

## Wahl 2013
| Gegenstand der Nachweisung | Gegenstand der Nachweisung | Wahlkreis- stimmen | Wahlkreis- stimmen | Landes- stimmen | Landes- stimmen |
| Kreiswahlbewerber/in       | Partei                     | Anzahl             | %                  | Anzahl          | %               |
| -------------------------- | -------------------------- | ------------------ | ------------------ | --------------- | --------------- |
| Wahlberechtigte            | Wahlberechtigte            | 98.521             | 100,0              | 98.521          | 100,0           |
| Wähler                     | Wähler                     | 71.002             | 72,1               | 71.002          | 72,1            |
| Ungültige Stimmen          | Ungültige Stimmen          | 2.250              | 3,2                | 1.595           | 2,2             |
| Gültige Stimmen            | Gültige Stimmen            | 68.752             | 100,0              | 69.407          | 100,0           |
| davon                      |                            |                    |                    |                 |                 |
| Klaus Peter Möller jun.    | CDU                        | 26.036             | 37,9               | 24.068          | 34,7            |
| Gerhard Merz               | SPD                        | 26.608             | 38,7               | 22.710          | 32,7            |
| Wolfgang Greilich          | FDP                        | 2.296              | 3,3                | 2.973           | 4,3             |
| Christian Otto             | GRÜNE                      | 7.101              | 10,3               | 8.614           | 12,4            |
| Christiane Plonka          | DIE LINKE                  | 4.573              | 6,7                | 4.638           | 6,7             |
|                            | FREIE WÄHLER               | x                  | x                  | 1.025           | 1,5             |
|                            | NPD                        | x                  | x                  | 664             | 1,0             |
|                            | REP                        | x                  | x                  | 109             | 0,2             |
| Christian Fleißner         | PIRATEN                    | 1.944              | 2,8                | 1.570           | 2,3             |
|                            | BüSo                       | x                  | x                  | 37              | 0,1             |
|                            | ADd                        | x                  | x                  | 82              | 0,1             |
|                            | Die Grauen                 | x                  | x                  | 29              | 0,0             |
|                            | AfD                        | x                  | x                  | 2.177           | 3,1             |
|                            | AVIP                       | x                  | x                  | 65              | 0,1             |
|                            | LUPe                       | x                  | x                  | 10              | 0,0             |
|                            | ÖDP                        | x                  | x                  | 170             | 0,2             |
|                            | Die PARTEI                 | x                  | x                  | 439             | 0,6             |
|                            | PSG                        | x                  | x                  | 27              | 0,0             |

Neben Gerhard Merz als Gewinner des Direktmandats ist aus dem Wahlkreis noch Wolfgang Greilich über die Landesliste in den Landtag eingezogen.

## Wahl 2009
| Gegenstand der Nachweisung | Gegenstand der Nachweisung | Wahlkreis- stimmen | Wahlkreis- stimmen | Landes- stimmen | Landes- stimmen |
| Bewerber                   | Partei                     | Anzahl             | %                  | Anzahl          | %               |
| -------------------------- | -------------------------- | ------------------ | ------------------ | --------------- | --------------- |
| Wahlberechtigte            | Wahlberechtigte            | 96.112             | 100,0              | 96.112          | 100,0           |
| Wähler                     | Wähler                     | 58.633             | 61,0               | 58.633          | 61,0            |
| Ungültige Stimmen          | Ungültige Stimmen          | 1.775              | 3,0                | 1.496           | 2,6             |
| Gültige Stimmen            | Gültige Stimmen            | 56.858             | 100,0              | 57.137          | 100,0           |
| davon                      |                            |                    |                    |                 |                 |
| Klaus Peter Möller jun.    | CDU                        | 19.048             | 33,5               | 16.782          | 29,4            |
| Gerhard Merz               | SPD                        | 21.918             | 38,5               | 17.067          | 29,9            |
| Wolfgang Greilich          | FDP                        | 6.413              | 11,3               | 8.171           | 14,3            |
| Hiltrud Hofmann            | GRÜNE                      | 6.037              | 10,6               | 9.226           | 16,1            |
| Alexander Richter          | LINKE                      | 2.797              | 4,9                | 3.558           | 6,2             |
|                            | REP                        | –                  | –                  | 206             | 0,4             |
|                            | FREIE WÄHLER               | –                  | –                  | 1271            | 2,2             |
|                            | NPD                        | –                  | –                  | 319             | 0,6             |
|                            | PIRATEN                    | –                  | –                  | 419             | 0,7             |
|                            | BüSo                       | –                  | –                  | 118             | 0,2             |
| Peter Klis                 | Einzelbewerber             | 645                | 1,1                | –               | –               |

Neben Gerhard Merz als Gewinner des Direktmandats ist aus dem Wahlkreis noch Wolfgang Greilich über die Landesliste in den Landtag eingezogen.

## Wahl 2008
| Gegenstand der Nachweisung | Gegenstand der Nachweisung | Wahlkreis- stimmen | Wahlkreis- stimmen | Landes- stimmen | Landes- stimmen |
| Bewerber                   | Partei                     | Anzahl             | %                  | Anzahl          | %               |
| -------------------------- | -------------------------- | ------------------ | ------------------ | --------------- | --------------- |
| Wahlberechtigte            | Wahlberechtigte            | 95.529             | 100,0              | 95.529          | 100,0           |
| Wähler                     | Wähler                     | 61.505             | 64,4               | 61.505          | 64,4            |
| Ungültige Stimmen          | Ungültige Stimmen          | 1.487              | 2,4                | 1.172           | 1,9             |
| Gültige Stimmen            | Gültige Stimmen            | 60.018             | 100,0              | 60.333          | 100,0           |
| davon                      |                            |                    |                    |                 |                 |
| Klaus Peter Möller jun.    | CDU                        | 18.632             | 31,0               | 17.838          | 29,6            |
| Gerhard Merz               | SPD                        | 26.520             | 44,2               | 25.360          | 42,0            |
| Hiltrud Hofmann            | GRÜNE                      | 4.628              | 7,7                | 5.076           | 8,4             |
| Wolfgang Greilich          | FDP                        | 4.509              | 7,5                | 5.542           | 9,2             |
| Horst Kügler               | REP                        | 571                | 1,0                | 410             | 0,7             |
|                            | Die Tierschutzpartei       | –                  | –                  | 285             | 0,5             |
|                            | BüSo                       | –                  | –                  | 25              | 0,0             |
|                            | PSG                        | –                  | –                  | 24              | 0,0             |
|                            | Volksabstimmung            | –                  | –                  | 65              | 0,1             |
|                            | GRAUE                      | –                  | –                  | 74              | 0,1             |
| Tjark Sauer                | LINKE                      | 2.615              | 4,4                | 3.469           | 5,7             |
|                            | Die Violetten              | –                  | –                  | 49              | 0,1             |
|                            | FAMILIE                    | –                  | –                  | 138             | 0,2             |
| Heiner Geißler             | FREIE WÄHLER               | 1.756              | 2,9                | 1.121           | 1,9             |
| Frank Ludwig               | NPD                        | 393                | 0,7                | 417             | 0,7             |
|                            | PIRATEN                    | –                  | –                  | 203             | 0,3             |
| Peter Klis                 | UB                         | 394                | 0,7                | 237             | 0,4             |

## Wahl 2003
| Gegenstand der Nachweisung | Gegenstand der Nachweisung | Wahlkreis- stimmen | Wahlkreis- stimmen | Landes- stimmen | Landes- stimmen |
| Bewerber                   | Partei                     | Anzahl             | %                  | Anzahl          | %               |
| -------------------------- | -------------------------- | ------------------ | ------------------ | --------------- | --------------- |
| Wahlberechtigte            | Wahlberechtigte            | 74.659             | 100,0              | 74.659          | 100,0           |
| Wähler                     | Wähler                     | 46.788             | 62,7               | 46.788          | 62,7            |
| Ungültige Stimmen          | Ungültige Stimmen          | 1.316              | 2,8                | 987             | 2,1             |
| Gültige Stimmen            | Gültige Stimmen            | 45.472             | 100,0              | 45.801          | 100,0           |
| davon                      |                            |                    |                    |                 |                 |
| Klaus Peter Möller jun.    | CDU                        | 20.910             | 46,0               | 19.732          | 43,1            |
| Thomas Brunner             | SPD                        | 16.368             | 36,0               | 14.360          | 31,4            |
| Hiltrud Hofmann            | GRÜNE                      | 4.458              | 9,8                | 5.890           | 12,9            |
| Wolfgang Greilich          | FDP                        | 3.097              | 6,8                | 4.144           | 9,0             |
|                            | REP                        | –                  | –                  | 415             | 0,9             |
|                            | Die Tierschutzpartei       | –                  | –                  | 310             | 0,7             |
|                            | DIE FRAUEN                 | –                  | –                  | 118             | 0,3             |
|                            | PBC                        | –                  | –                  | 157             | 0,3             |
| Michael Beltz              | DKP                        | 639                | 1,4                | 248             | 0,5             |
|                            | ödp                        | –                  | –                  | 56              | 0,1             |
|                            | BüSo                       | –                  | –                  | 25              | 0,1             |
|                            | FAG Hessen                 | –                  | –                  | 59              | 0,1             |
|                            | PSG                        | –                  | –                  | 19              | 0,0             |
|                            | Schill                     | –                  | –                  | 268             | 0,6             |

## Wahl 1999
| Gegenstand der Nachweisung | Gegenstand der Nachweisung | Wahlkreis- stimmen | Wahlkreis- stimmen | Landes- stimmen | Landes- stimmen |
| Bewerber                   | Partei                     | Anzahl             | %                  | Anzahl          | %               |
| -------------------------- | -------------------------- | ------------------ | ------------------ | --------------- | --------------- |
| Wahlberechtigte            | Wahlberechtigte            | 73.826             | 100,0              | 73.826          | 100,0           |
| Wähler                     | Wähler                     | 47.710             | 64,6               | 47.710          | 64,6            |
| Ungültige Stimmen          | Ungültige Stimmen          | 761                | 1,6                | 713             | 1,5             |
| Gültige Stimmen            | Gültige Stimmen            | 46.949             | 100,0              | 46.997          | 100,0           |
| davon                      |                            |                    |                    |                 |                 |
| Klaus Peter Möller sen.    | CDU                        | 20.908             | 44,5               | 19.094          | 40,6            |
| Günther Becker             | SPD                        | 19.305             | 41,1               | 17.719          | 37,7            |
| Reimer Hamann              | GRÜNE                      | 2.992              | 6,4                | 4.651           | 9,9             |
| Reinhard Kaufmann          | F.D.P.                     | 1.826              | 3,9                | 3.056           | 6,5             |
| Ulrich Kolan               | REP                        | 1.252              | 2,7                | 1.274           | 2,7             |
|                            | Die Tierschutzpartei       | –                  | –                  | 214             | 0,5             |
| Elisabeth Weiser           | DIE FRAUEN                 | 443                | 0,9                | 204             | 0,4             |
|                            | PASS                       | –                  | –                  | 27              | 0,1             |
| Henning Mächerle           | DKP                        | 223                | 0,5                | 158             | 0,3             |
|                            | BüSo                       | –                  | –                  | 7               | 0,0             |
|                            | FWG                        | –                  | –                  | 237             | 0,5             |
|                            | PBC                        | –                  | –                  | 130             | 0,3             |
|                            | DHP                        | –                  | –                  | 10              | 0,0             |
|                            | NATURGESETZ                | –                  | –                  | 32              | 0,1             |
|                            | ödp                        | –                  | –                  | 53              | 0,1             |
|                            | NPD                        | –                  | –                  | 91              | 0,2             |
|                            | BFB-Die Offensive          | –                  | –                  | 40              | 0,1             |

## Wahl 1995
| Gegenstand der Nachweisung | Gegenstand der Nachweisung | Wahlkreis- stimmen | Wahlkreis- stimmen | Landes- stimmen | Landes- stimmen |
| Bewerber                   | Partei                     | Anzahl             | %                  | Anzahl          | %               |
| -------------------------- | -------------------------- | ------------------ | ------------------ | --------------- | --------------- |
| Wahlberechtigte            | Wahlberechtigte            | 75.573             | 100,0              | 75.573          | 100,0           |
| Wähler                     | Wähler                     | 50.322             | 66,6               | 50.322          | 66,6            |
| Ungültige Stimmen          | Ungültige Stimmen          | 1.283              | 2,5                | 1.067           | 2,1             |
| Gültige Stimmen            | Gültige Stimmen            | 49.039             | 100,0              | 49.255          | 100,0           |
| davon                      |                            |                    |                    |                 |                 |
| Günther Becker             | SPD                        | 20.025             | 40,8               | 18.612          | 37,8            |
| Klaus Peter Möller sen.    | CDU                        | 19.227             | 39,2               | 17.408          | 35,3            |
| Karin Hagemann             | GRÜNE                      | 5.640              | 11,5               | 7.200           | 14,6            |
| Eva-Maria Schmitt-Thomas   | F.D.P.                     | 2.331              | 4,8                | 3.837           | 7,8             |
| Christoph Lixfeld          | ÖDP                        | 289                | 0,6                | 155             | 0,3             |
|                            | GRAUE                      | –                  | –                  | 151             | 0,3             |
| Carsten Beck               | REP                        | 1064               | 2,2                | 1046            | 2,1             |
|                            | Solidarität                | –                  | –                  | 4               | 0,0             |
|                            | APD                        | –                  | –                  | 94              | 0,2             |
| Michael Beltz              | DKP                        | 210                | 0,4                | 125             | 0,3             |
|                            | NPD                        | –                  | –                  | 83              | 0,2             |
|                            | DHP                        | –                  | –                  | 8               | 0,0             |
|                            | f.NEP                      | –                  | –                  | 41              | 0,1             |
|                            | NATURGESETZ                | –                  | –                  | 78              | 0,2             |
|                            | BFB                        | –                  | –                  | 143             | 0,3             |
| Karl-Heinz Bornemann       | PBC                        | 253                | 0,5                | 203             | 0,4             |
|                            | STATT Partei               | –                  | –                  | 67              | 0,1             |

## Wahl 1991
| Gegenstand der Nachweisung | Gegenstand der Nachweisung | Wahlkreis- stimmen | Wahlkreis- stimmen | Landes- stimmen | Landes- stimmen |
| Bewerber                   | Partei                     | Anzahl             | %                  | Anzahl          | %               |
| -------------------------- | -------------------------- | ------------------ | ------------------ | --------------- | --------------- |
| Wahlberechtigte            | Wahlberechtigte            | 77.890             | 100,0              | 77.890          | 100,0           |
| Wähler                     | Wähler                     | 53.675             | 68,9               | 53.675          | 68,9            |
| Ungültige Stimmen          | Ungültige Stimmen          | 1.168              | 2,2                | 711             | 1,3             |
| Gültige Stimmen            | Gültige Stimmen            | 52.507             | 100,0              | 52.964          | 100,0           |
| davon                      |                            |                    |                    |                 |                 |
| Klaus Peter Möller sen.    | CDU                        | 20.519             | 39,1               | 18.929          | 35,7            |
| Günther Becker             | SPD                        | 23.228             | 44,2               | 21.220          | 40,1            |
| Karin Hagemann             | GRÜNE                      | 5.122              | 9,8                | 7.174           | 13,5            |
| Eva Maria Schmitt-Thomas   | F.D.P.                     | 3.073              | 5,9                | 4.155           | 7,8             |
|                            | REP                        | –                  | –                  | 734             | 1,4             |
| Jeannette Marlies Martinet | DIE GRAUEN                 | 565                | 1,1                | 324             | 0,6             |
|                            | ÖDP                        | –                  | –                  | 186             | 0,4             |
|                            | PBC                        | –                  | –                  | 242             | 0,5             |

## Wahl 1987
|                         | Partei            | Anzahl | %     |
| ----------------------- | ----------------- | ------ | ----- |
| Wahlberechtigte         | Wahlberechtigte   | 72.274 | 100,0 |
| Wähler                  | Wähler            | 56.340 | 78,0  |
| Ungültige Stimmen       | Ungültige Stimmen | 613    | 1,1   |
| Gültige Stimmen         | Gültige Stimmen   | 55.727 | 100,0 |
| davon                   |                   |        |       |
| Günther Becker          | SPD               | 22.217 | 39,9  |
| Klaus Peter Möller sen. | CDU               | 22.176 | 39,8  |
| Wolfgang Greilich       | F.D.P.            | 4.546  | 8,2   |
| Karin Hagemann          | GRÜNE             | 6.552  | 11,8  |
| Michael Beltz           | DKP               | 236    | 0,4   |

## Wahl 1983
|                         | Partei            | Anzahl | %     |
| ----------------------- | ----------------- | ------ | ----- |
| Wahlberechtigte         | Wahlberechtigte   | 69.898 | 100,0 |
| Wähler                  | Wähler            | 57.831 | 82,7  |
| Ungültige Stimmen       | Ungültige Stimmen | 584    | 1,0   |
| Gültige Stimmen         | Gültige Stimmen   | 57.247 | 100,0 |
| davon                   |                   |        |       |
| Klaus Peter Möller sen. | CDU               | 21.200 | 37,0  |
| Manfred Mutz            | SPD               | 26.456 | 46,2  |
| Hans Christoph Boppel   | GRÜNE             | 4.401  | 7,7   |
| Wolfgang Greilich       | F.D.P.            | 4.605  | 8,0   |
| Michael Beltz           | DKP               | 214    | 0,4   |
| Theo Schiller           | LD                | 290    | 0,5   |
| Peter Zerche            | DS                | 81     | 0,1   |

## Bisherige Wahlkreissieger
Direkt gewählte Abgeordnete des Wahlkreises Gießen I waren:
| Jahr | Gebiet                                                                       | Direktkandidat          | Partei | Stimmen in % |
| ---- | ---------------------------------------------------------------------------- | ----------------------- | ------ | ------------ |
| 2018 | Biebertal, Gießen, Heuchelheim, Lollar, Staufenberg und Wettenberg           | Frank-Tilo Becher       | SPD    | 26,0         |
| 2013 | Biebertal, Fernwald, Gießen, Heuchelheim, Lollar, Staufenberg und Wettenberg | Gerhard Merz            | SPD    | 38,7         |
| 2009 | Biebertal, Fernwald, Gießen, Heuchelheim, Lollar, Staufenberg und Wettenberg | Gerhard Merz            | SPD    | 38,5         |
| 2008 | Biebertal, Fernwald, Gießen, Heuchelheim, Lollar, Staufenberg und Wettenberg | Gerhard Merz            | SPD    | 44,2         |
| 2003 | Biebertal, Gießen, Heuchelheim und Wettenberg                                | Klaus Peter Möller jun. | CDU    | 46,0         |
| 1999 | Biebertal, Gießen, Heuchelheim und Wettenberg                                | Klaus Peter Möller sen. | CDU    | 44,5         |
| 1995 | Biebertal, Gießen, Heuchelheim und Wettenberg                                | Günther Becker          | SPD    | 40,8         |
| 1991 | Biebertal, Gießen, Heuchelheim und Wettenberg                                | Günther Becker          | SPD    | 44,2         |
| 1987 | Biebertal, Gießen, Heuchelheim und Wettenberg                                | Günther Becker          | SPD    | 39,9         |
| 1983 | Biebertal, Gießen, Heuchelheim und Wettenberg                                | Manfred Mutz            | SPD    | 46,2         |